# Savigny-le-Vieux
Savigny-le-Vieux è un comune francese di 436 abitanti situato nel dipartimento della Manica nella regione della Normandia.
Nel suo territorio era sita l'antica Abbazia di Savigny, fondata da San Vitale di Mortain all'inizio del XII secolo ed oggi in rovina.

## Società

### Evoluzione demografica
Abitanti censiti